# アジア・テレビジョン・アワード
アジア・テレビジョン・アワード（Asian Television Awards）は、プライスウォーターハウスクーパースが主催し、アジアのテレビドラマを始めとする番組のほか、テレビに関連する様々な業績に与えられる賞である。
第1回は1996年に行われ、クアラルンプールで行われる審査委員会でノミネートを選出。12月にシンガポールで行われる授賞式で受賞作品が決まる。

## 部門と賞の種類
- 最優秀ドキュメンタリー番組賞（30分以内・31分以上）
- 最優秀科学・生物学番組賞
- 最優秀報道番組賞
- 最優秀報道レポート賞
- 最優秀特別報道番組賞
- 最優秀時事番組賞
- 最優秀福祉番組賞
- 最優秀コメディ番組賞
- 最優秀エンタテイメント番組賞（単発・レギュラー）
- 最優秀ドラマ番組賞
- 最優秀ドキュメンタリードラマ賞
- 最優秀リアリティ番組賞
- 最優秀クイズ番組賞
- 最優秀音楽番組賞
- 最優秀トーク番組賞
- 最優秀イベント中継番組賞
- 最優秀子供向け番組賞
- 最優秀情報エンターテイメント番組賞
- 最優秀アニメーション番組賞
- 最優秀単発ドラマ/テレビ映画賞
- 最優秀報道キャスター賞
- 最優秀時事キャスター賞
- 最優秀エンタテイメント番組演技賞
- 最優秀ドラマ番組男優賞
- 最優秀ドラマ番組女優賞
- 最優秀コメディ番組男優賞
- 最優秀コメディ番組女優賞
- 撮影賞
- 監督賞
- 編集賞
- 音楽賞